# ヘンリー岬の海戦
ヘンリー岬の海戦（ヘンリーみさきのかいせん、英: Battle of Cape Henry）は、アメリカ独立戦争終盤の1781年3月16日、チェサピーク湾の湾口近くで起こった海戦である。イギリス海軍のマリオット・アーバスノット海軍中将が率いる艦隊とフランス海軍のシュバリエ・デトーシュ提督が率いる艦隊が対戦した。デトーシュの艦隊はロードアイランドのニューポートを基地としており、バージニアで活動しているイギリス軍ベネディクト・アーノルド准将の部隊に対抗するために大陸軍と共同作戦を取る過程でチェサピーク湾に赴いていた。
デトーシュ提督は、ジョージ・ワシントン将軍からラファイエット侯爵のアーノルド隊に対する作戦を支援するためにチェサピーク湾にその艦隊を動かすよう求められた。デトーシュの艦隊は3月8日に出港し、ロングアイランド東部から出港したアーバスノット提督の艦隊がそれに遅れること2日で続いた。アーバスノット提督の艦隊はデトーシュ艦隊を追い越し、3月16日にバージニアケイプス（チャールズ岬とヘンリー岬）に到着した。数時間の操船後に両艦隊が戦闘に入り、どちらも幾らかの損傷と人的損失を出したが、艦船は失われなかった。しかし、アーバスノット艦隊は戦いながらチェサピーク湾に入ることができ、デトーシュの目的を妨害できた。デトーシュ艦隊はニューポートに戻り、アーバスノット艦隊はアーノルド将軍部隊への援軍が到着するまで湾を保護できた。

## 背景
1780年12月、イギリス軍北アメリカ総司令官ヘンリー・クリントン将軍はベネディクト・アーノルド准将（その年の9月にイギリス軍に寝返っていた）に約1,700名の部隊を付けてバージニアに派遣し、現地で襲撃を行わせ、ポーツマスの防御を固めさせた。ジョージ・ワシントン将軍はラファイエット将軍に小さな部隊を付けて南部に派遣し、アーノルド隊に対抗させた。ワシントンはラファイエットの陸軍とフランス海軍の間にアーノルド隊を閉じ込めようと考え、ニューポートにいるフランス海軍指揮官のシュバリエ・デトーシュ提督に援助を求めた。デトーシュはニューヨークのロングアイランド東端ガーデイナーズ湾に停泊するイギリス海軍北アメリカ艦隊が幾らか戦力が上回っていたので、その脅威について心配しており、支援には消極的だった。

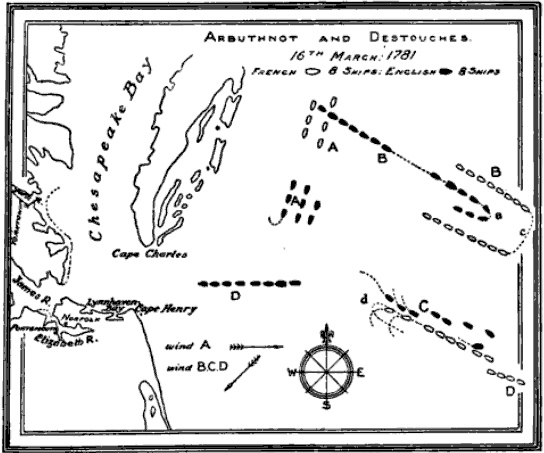
アルフレッド・セイヤー・マハンが描いた海戦の概略図。イギリス海軍の艦船は黒、フランス海軍の艦船は白で示す。幾つかの時点での各艦隊の動きは以下の通り
- A: 各艦隊が互いを視認
- B: 最初の交戦
- C: 2回目の交戦
- D: 戦線離脱

2月初旬にあった嵐でアーバスノット艦隊に幾らかの損失を与えており、このことでデトーシュはその後直ぐに3隻の艦船の戦隊を南部に派遣した。この戦隊がチェサピーク湾に到着すると、アーノルド隊を支援していたイギリス艦船は水深の浅いエリザベス川に移動したので、フランス戦隊は追撃できなかった。フランス戦隊がニューポートに戻る途中で、イギリス軍がこの戦隊の動きを探らせるために派遣していた数隻の艦船の1つ、フリゲート艦HMSロムルスを捕獲した。この小さな成功に加えてワシントン将軍からの激励もあり、デトーシュは全艦隊による作戦行動を始めることになった。3月8日、デトーシュ艦隊がニューポートから出港するときはワシントンもそこで見送った。この艦隊にはチェサピーク湾に着いたときに陸戦に使うための1,200名の兵士を乗せていた。
マリオット・アーバスノット海軍中将はイギリス海軍北アメリカ艦隊の総指揮官であり、デトーシュが何かを企んでいることに気付いていたが、3月10日になってデトーシュ艦隊が出港したことを知り、即座に追撃のためにその艦隊を率いてガーディナーズ湾を出港した。その艦船は銅装甲艦だったので速度が出せるものであり、風向きも良かったので3月16日にヘンリー岬に到着したが、デトーシュ艦隊より僅かに先行できた。

## 戦闘
両艦隊ともにその戦列に8隻の艦船を並べていたが、イギリス艦隊の方が火力の点で上回っていた。大砲90門搭載のHMSロンドンが両軍の中で最大の艦船であり（フランス海軍の場合は大砲84門搭載のデュック・ド・ブルゴーニュが最大だった）、フランス艦隊の中には先に捕獲した大砲44門搭載のフリゲート艦ロムルスが両軍では最小の艦船だった。アーバスノットは3月16日午前6時にヘンリー岬の東北東約40海里 (74 km) の位置でフランス艦隊を北東に視認した。アーバスノット艦隊が方向転換し、デトーシュ艦隊もアーバスノット艦隊が見えたのでその艦船に風を受けた西向きの戦列を組むよう命令した。午前8時から9時までに風向きが変わり始めたが、視界は悪いままであり、両艦隊は数時間にわたって風上に回ろうと操艦を続けた。午後1時までに風向が北東よりで安定し、操艦に優れていたアーバスノット艦隊がフランス艦隊の後に付いた。両艦隊とも風向きに対して上手回しに変えて東南東に向かっていた。デトーシュは敵艦隊との位置づけを改善するためにその艦船に順番に方向転換するよう命令し、その戦列を前進してくるイギリス艦隊の正面に回りこませた。この操艦で風上を取ることを諦めた形になり、アーバスノットにこの利点を利用して攻撃開始を決断させることになったが、デトーシュの艦船は荒海の中で下甲板の砲口を開けられる位置づけとなった。イギリス艦船は下甲板に海水が浸水する可能性があるのでそれができなかった。

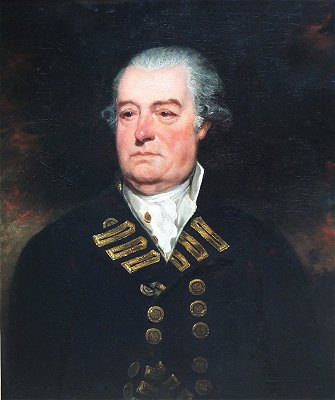
マリオット・アーバスノット提督

アーバスノットはそのフランス艦隊の操艦に対して、その艦船に下手回しを命じた。戦列先頭の艦船が操艦した時、フランス艦隊の砲列に身を曝す形になり、かなりの損傷を受けた。ロバスト、ユーロパおよびプルーデントがその帆や艤装に受けた損傷で事実上操艦不能になった。アーバスノットは戦列維持の信号旗を上げたままにしており、イギリス艦船は損傷を受けた艦船の後ろに並んだ。この時点でデトーシュは再度その艦船に順番に下手回しを行うことを命じ、イギリス艦船にもう一度損傷を与えた。ロンドンのトップスル・ヤードが飛ばされたので、その後は東に方向を転じた。

## 戦いの後
フランス艦隊の人的損失は戦死72名、負傷112名だった。イギリス艦隊は戦死30名、負傷73名だった。アーバスノット艦隊がチェサピーク湾に入ったことで、デトーシュ艦隊の任務だった大陸軍との協業を妨害した。デトーシュ艦隊はニューポートに戻った。アーバスノットはアーノルド隊への援軍2,000名を送り届けた後、ニューヨークに戻った。アーバスノットは7月に高齢と慢性病を理由に艦隊司令を辞職し、イングランドに戻った。これはクリントン将軍との間に続いていた難しく非生産的な関係を終わらせることでもあった。
ワシントン将軍はこの作戦が失敗したことに不満であり、デトーシュを穏やかに批判する手紙を書いた。この手紙は途中で横取りされ、イギリスの新聞に掲載されて、ニューポートに駐屯していたフランス陸軍指揮官ジャン＝バティスト・ド・ロシャンボー伯爵のワシントンに対する批判的な反応を助長することになった。5月にニューポート基地の指揮を執るために到着したフランス海軍のド・バラス提督は、デトーシュが敵艦隊への攻撃を続行できなかったことを正当化した。海軍史家アルフレッド・セイヤー・マハンは「このリスクに対する嫌悪感は[...]フランスがこの戦争における成功を必要としていたことを説明できる。」と指摘している。
ラファイエットはフランス海軍が失敗したことを知ると、北に戻ってワシントン軍と合流しようとした。ワシントンはアーノルド隊に援軍が到着したことを知ると、ラファイエットにバージニアに留まるよう指示した 。ラファイエットを支援するためのフランス軍の作戦は失敗したが、後のフランス海軍のド・グラス提督による作戦行動では、9月のチェサピーク湾の海戦における勝利で頂点に達し、ヨークタウンを海上封鎖する道筋ができ、ヨークタウンでチャールズ・コーンウォリス将軍のイギリス陸軍を包囲することになった。
この海戦はアメリカのシンガーソングライター、トッド・スナイダーの歌『ヘンリー岬のバラード』に記念されている。バージニア州ヘンリー岬記念碑にはチェサピーク湾の戦いを記す銘板があるが、このヘンリー岬の戦いを認めるものは無い。

## 参戦した艦船
以下のリストで基本的な情報（艦名や大砲数）は注記無い限りモリッセー（Morrissey）に拠った。艦長名は注記無い限りマハン（Mahan）に拠り、損失はラピーラウズ（Lapeyrouse）に拠った。マハンとラピーラウズが挙げる損失数は一致していない。マハンはイギリス軍の損失が戦死30名負傷73名としており、フランス軍の損失は戦死72名、負傷112名としている。
デトーシュがどの艦に乗り旗艦としたか、史料により異なっている。英語の史料（マハンとモリッセー）ではネプチューンに乗っていたとしており、ラピーラウズはデュック・ド・ブルゴーニュとしている。デュック・ド・ブルゴーニュはデトーシュの前任者シュバリエ・ド・ターネイの旗艦であり、この時デトーシュはネプチューンの艦長だった。ターネイの死に伴って、デトーシュがデュック・ド・ブルゴーニュに移乗した可能性がある。

### イギリス艦隊
| イギリス艦隊                         | イギリス艦隊 | イギリス艦隊 | イギリス艦隊             | イギリス艦隊 | イギリス艦隊 | イギリス艦隊 | イギリス艦隊                                                                                       | イギリス艦隊 | イギリス艦隊 | イギリス艦隊 |
| 艦名                                 | 等級         | 大砲数       | 艦長                     | 損失（人）   | 損失（人）   | 損失（人）   | 注釈                                                                                               |              |              |              |
| 艦名                                 | 等級         | 大砲数       | 艦長                     | 戦死         | 負傷         | 合計         | 注釈                                                                                               |              |              |              |
| ------------------------------------ | ------------ | ------------ | ------------------------ | ------------ | ------------ | ------------ | -------------------------------------------------------------------------------------------------- | ------------ | ------------ | ------------ |
| ロバスト                             | 3等艦        | 64門         | フィリップス・コスビー   | 15           | 21           | 36           | |              |              |              |
| ユーロパ                             | 3等艦        | 64門         | スミス・チャイルド       | 8            | 19           | 27           | |              |              |              |
| プルーデント                         | 3等艦        | 64門         | トマス・バーネット       | 7            | 24           | 31           | |              |              |              |
| ロイヤル・オーク                     | 3等艦        | 74門         | ウィリアム・スウィーニー | 0            | 3            | 3            | アーバスノットの旗艦                                                                               |              |              |              |
| ロンドン                             | 2等艦        | 90門         | デビッド・グレイブス     | 0            | 0            | 0            | トマス・グレイブス卿の旗艦                                                                         |              |              |              |
| アダマント                           | 4等艦        | 50門         | ギデオン・ジョンストン   | 0            | 0            | 0            | |              |              |              |
| ベッドフォード                       | 3等艦        | 74門         | エドマンド・アフレック   | 0            | 0            | 0            | モリッセーはベッドフォードを64門搭載としているが、おそらく誤りである。マハンなどは74門としている。 |              |              |              |
| アメリカ                             | 3等艦        | 64門         | サミュエル・トンプソン   | 0            | 0            | 0            | |              |              |              |
| 損失合計: 戦死30名、負傷67名、計97名 |              |              |                          |              |              |              | |              |              |              |

その他の艦船
- グアダルーペ、フリゲート艦、28門、ヒュー・ロビンソン艦長[15]
- パールフリゲート艦、32門、ジョージ・モンタギュー艦長[15]
- Iris、フリゲート艦、32門、ジョージ・ドーソン艦長[15]
- メディア、フリゲート艦、28門、ヘンリー・ダンカン艦長[15]

### フランス艦隊
| フランス                              | フランス | フランス | フランス                                 | フランス   | フランス   | フランス   | フランス | フランス | フランス | フランス |
| 艦名                                  | 等級     | 大砲数   | 艦長                                     | 損失（人） | 損失（人） | 損失（人） | 注釈 |          |          |          |
| 艦名                                  | 等級     | 大砲数   | 艦長                                     | 戦死       | 負傷       | 合計       | 注釈 |          |          |          |
| ------------------------------------- | -------- | -------- | ---------------------------------------- | ---------- | ---------- | ---------- | --- | -------- | -------- | -------- |
| コンケラン                            | 3等艦    | 74       | ラ・グランディエール伯爵                 | 31         | 41         | 72         | |          |          |          |
| プロバンス                            | 3等艦    | 64門     | シュバリエ・ド・ロンバール               | 1          | 7          | 8          | |          |          |          |
| アルデント                            | 3等艦    | 64門     | ベルナール・ド・マリグニー子爵           | 19         | 35         | 54         | |          |          |          |
| ネプチューン                          | 3等艦    | 74門     | メディーン伯爵                           | 4          | 2          | 6          | モリッセーとマハンはネプチューンをデトーシュの旗艦としている。 |          |          |          |
| デュック・ド・ブルゴーニュ            | 3等艦    | 80–84門  | デュルフォール男爵                       | 6          | 5          | 11         | モリッセーはデュック・ド・ブルゴーニュの大砲搭載数74門のブルゴーニュと混同している。他の史料はデュック・ド・ブルゴーニュとしている。ラピーラウズは80門搭載でデトーシュの旗艦としている。マハンは84門搭載としている。 |          |          |          |
| ジェイソン                            | 3等艦    | 64門     | シャドー・ド・ラ・クロシェトリー         | 5          | 1          | 6          | |          |          |          |
| イベイユ                              | 3等艦    | 64門     | アルマン・ド・ガルデュール・ド・ティリー | 1          | 3          | 4          | |          |          |          |
| ロムルス                              | 5等艦    | 44門     | シュバリエ・ド・ラ・ビレブルン           | 2          | 1          | 3          | イギリスが1777年に建造した2階甲板のフリゲート艦 |          |          |          |
| 損失合計: 戦死69名、負傷95名、計164名 |          |          |                                          |            |            |            | |          |          |          |

その他の艦船
- レルミオンフリゲート艦、36門、ド・ラトーシュ・トレビール伯爵艦長[15][23]
- ジャンティーユ、フリゲート艦、32門、ド・メインガンド艦長[27])[15]
- ファンタスク、14門、ド・ベンドーレ艦長[28]